# George F. Edmunds

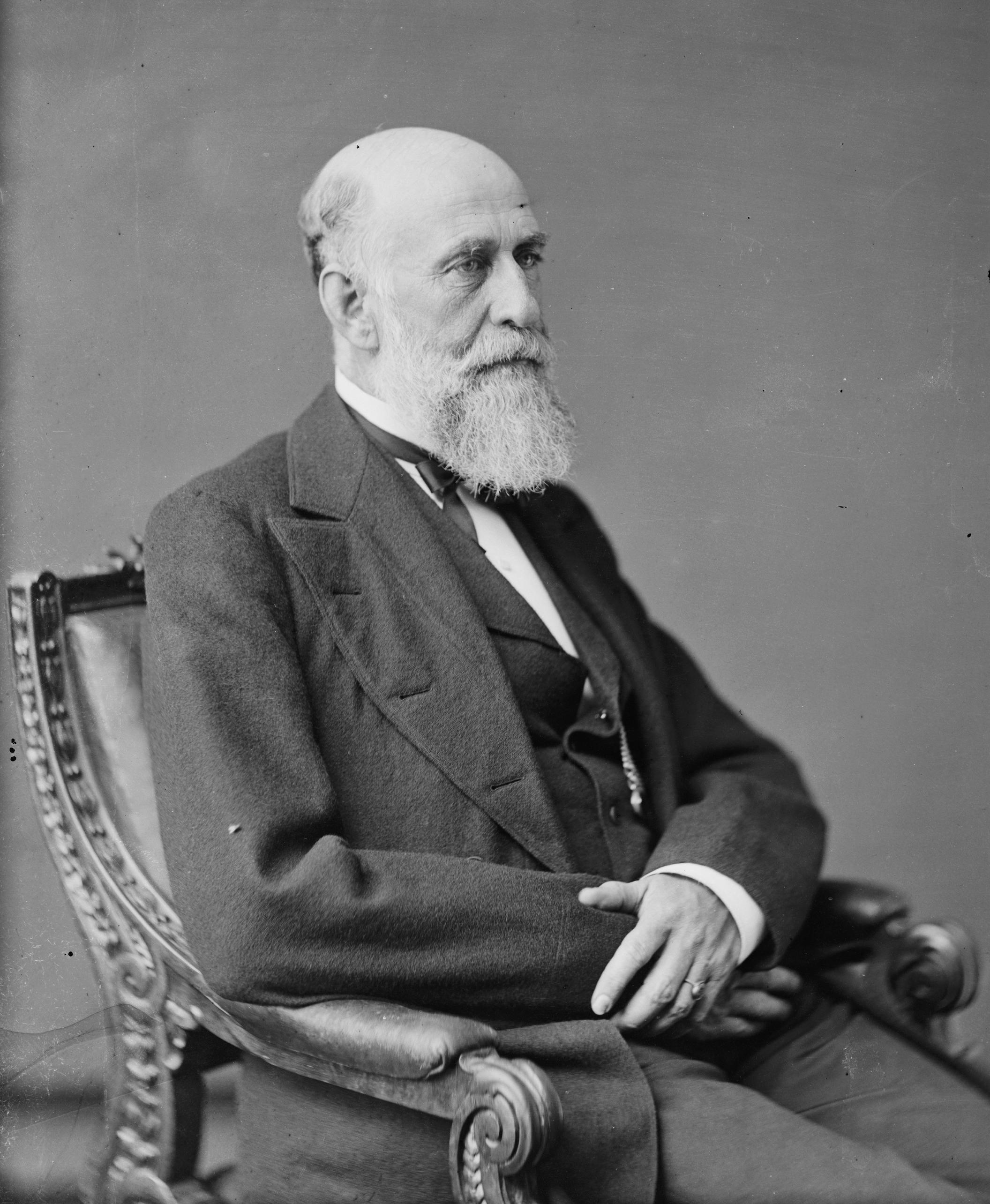
George F. Edmunds

George Franklin Edmunds, född 1 februari 1828 i Richmond, Vermont, död 27 februari 1919 i Pasadena, Kalifornien, var en amerikansk republikansk politiker. Han representerade delstaten Vermont i USA:s senat 1866–1891 och var ordförande i senatens justitieutskott 1872–1879 och 1881–1891.

## Utbildning och tidig karriär
Edmunds studerade juridik och inledde 1849 sin karriär som advokat i Burlington, Vermont. Från 1854 deltog han i statens politiska liv och då senator Solomon Foot avled 1866 i ämbetet, efterträddes han av Edmunds. Han satt kvar till slutet av Foots mandatperiod och omvaldes fyra gånger till en sexårig mandatperiod. Edmunds avgick som senator 1891 och efterträddes av Redfield Proctor.

## Senare liv
Edmunds blev tillförordnad talman i senaten, president pro tempore of the United States Senate, 1883–1885. 1880 och 1884 var Edmunds påtänkt till republikansk presidentkandidat. Det sistnämnda året stöddes han av de mot James Blaine fientliga oavhängiga elementen inom partiet. Mest känd är Edmunds som republikansk ledare i senaten, särskilt under president Grover Cleveland, som han kraftigt bekämpade. Han var en av de ivrigaste tillskyndarna av 1890 års anti-trust-akt.
George F. Edmunds var talman i båda kamrarna av delstatens lagstiftande församling Vermont General Assembly.
Edmunds var anglikan. Han gravsattes på Green Mount Cemetery i Burlington.